# Wehmeyera
Wehmeyera es un género de hongos en la familia Melanconidaceae. Es un género monotípico. Contiene la especie Wehmeyera acerina.